# جبريل أرويو
جبريل أرويو (3 مارس 1977 في الأرجنتين - )  (بالإسبانية: Gabriel Arroyo)‏ هو لاعب كرة طائرة الأرجنتين في مركز وسط ‏. شارك في الألعاب الأولمبية الصيفية 2012. ولعب مع Club Ciudad de Bolívar ‏.

## وصلات خارجية
- جبريل أرويو على موقع عالم الكرة الطائرة (الإنجليزية)
- جبريل أرويو على موقع أوليمبيديا (الإنجليزية)